# Morgane Wijns
Morgane Wijns (28 mei 1998) is een Belgisch voetbalster.

## Levensloop
Ze begon haar carrière bij KFC Rhodienne-De Hoek. In 2015 maakte ze de overstap naar Oud-Heverlee Leuven en vervolgens op 1 juli 2018 naar Fémina White Star Woluwe. Met deze club werd ze in het seizoen 2018-'19 kampioen in eerste klasse. Daarnaast is ze sinds juni 2019 ook actief bij Futsal Project Halle-Gooik Girls.